# Tunnelbeschränkungscode
Der Tunnelbeschränkungscode im Europäischen Übereinkommen über die internationale Beförderung gefährlicher Güter auf der Straße (ADR) regelt, welche Gefahrengüter einen Tunnel passieren dürfen.

## Teil der ADR
Der Tunnelbeschränkungscode ist seit Veröffentlichung der ADR 2007 Bestandteil dieser und unter Kapitel 8.6 aufzufinden. Zusätzlich wird im Kapitel 3.2 (Tabelle A) des ADR jedem Stoff ein Tunnelbeschränkungscode zugeordnet. Dort steht dieser in Spalte 15 der Tabelle, in Klammern, unter der jeweiligen Beförderungskategorie.

## Zweck des Tunnelbeschränkungscodes (TBC)
Der Tunnelbeschränkungscode wurde eingeführt, nachdem einige gefährliche Unfälle mit Gefahrguttransporten in Tunneln (z. B. im Tauerntunnel) passierten. Tunnel werden in insgesamt fünf Kategorien (A–E) klassifiziert und durch das Verbotszeichen 261 der StVO beschränkt.
Siehe auch: Tunneltechnik, Beispiele für Tunnelsicherheit

## Tunnelkategorie

Deutsches Verkehrsschild 1014-50: Tunnelbeschränkungscode gemäß ADR-Übereinkommen

Zeichen 261: Verbot für kennzeichnungspflichtige Kraftfahrzeuge mit gefährlichen Gütern

Generell gilt, je höher die Tunnelkategorie, desto strenger die Beschränkung für transportierte Güter. Die Beschränkungsklasse wird bei allen Kategorien außer A durch ein Zusatzschild zum Verbotszeichen 261 angezeigt.
| A | keine Beschränkung für gefährliche Güter |
| B | Durchfahrtsverbot mit gefährlichen Gütern, die zu einer sehr großen Explosion führen können                                                                  |
| C | gleiche Einschränkung wie bei B plus gefährliche Güter, die zu einer großen Explosion oder einem umfangreichen Freiwerden giftiger Stoffe führen können      |
| D | entspricht C zusätzlich gefährlicher Güter, die zu einem großen Brand führen können                                                                          |
| E | Durchfahrtsverbot für alle gefährlichen Güter, mit Ausnahmen von UN2919, UN3291 und UN3373 (bestimmte radioaktive Stoffe, klinische Abfälle und Materialien) |

## Stufen des Tunnelbeschränkungscodes
| TBC der Gesamtladung | Beschränkung |
| -------------------- | --- |
| B                    | Durchfahrt verboten durch Tunnel der Kategorie B, C, D und E |
| B1000C               | - Durchfahrt verboten durch Tunnel der Kategorie B, wenn die ges. Nettoexplosivstoffmasse pro Beförderungseinheit größer als 1.000 kg ist; - Durchfahrt verboten durch Tunnel der Kategorie C, D und E                                        |
| B/D                  | - Tankbeförderung: Durchfahrt verboten durch Tunnel der Kategorie B, C, D, E; - Andere Beförderungen: Durchfahrt verboten durch Tunnel der Kategorie D und E.                                                                                 |
| B/E                  | - Tankbeförderung: Durchfahrt verboten durch Tunnel der Kategorie B, C, D, E; - Andere Beförderungen: Durchfahrt verboten durch Tunnel der Kategorie E.                                                                                       |
| C                    | Durchfahrt verboten durch Tunnel der Kategorie C, D und E |
| C5000D               | Beförderung einer gesamten Nettoexplosivstoffmasse je Beförderungseinheit - größer als 5.000 kg:Durchfahrt verboten durch Tunnel der Kategorie C, D und E - nicht größer als 5.000 kg: Durchfahrt verboten durch Tunnel der Kategorie D und E |
| C/D                  | - Tankbeförderung: Durchfahrt verboten durch Tunnel der Kategorie C, D und E; - Andere Beförderungen: Durchfahrt verboten durch Tunnel der Kategorie D und E                                                                                  |
| C/E                  | - Tankbeförderung: Durchfahrt verboten durch Tunnel der Kategorie C, D und E; - Andere Beförderungen: Durchfahrt verboten durch Tunnel der Kategorie E                                                                                        |
| D                    | Durchfahrt verboten durch Tunnel der Kategorie D und E |
| D/E                  | - Schüttgut und Tankbeförderung: Durchfahrt verboten durch Tunnel der Kategorie D und E; - Andere Beförderungen: Durchfahrt verboten durch Tunnel der Kategorie E                                                                             |
| E                    | Durchfahrt verboten durch Tunnel der Kategorie E |
| –                    | Durchfahrt durch alle Tunnel gestattet (für die UN-Nummern 2919 und 3331 siehe auch Unterabschnitt 8.6.3.1) |